# Rzeźba bezgłowego klucznika w Gdańsku

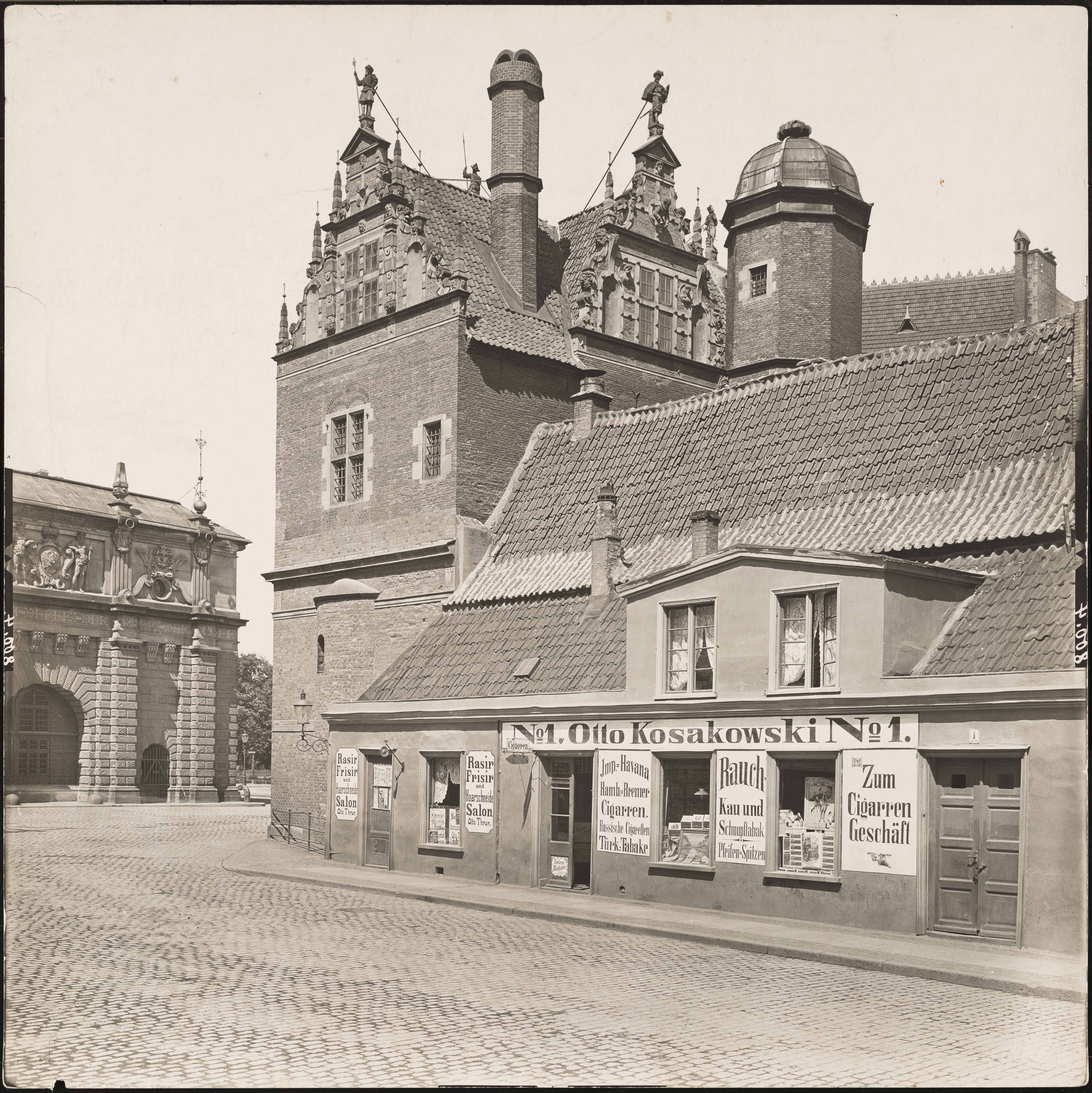
Katownia i fragment Bramy Wyżynnej (z lewej strony) w roku 1903. Widoczna rzeźba klucznika z dorobioną przez niemieckich konserwatorów głową

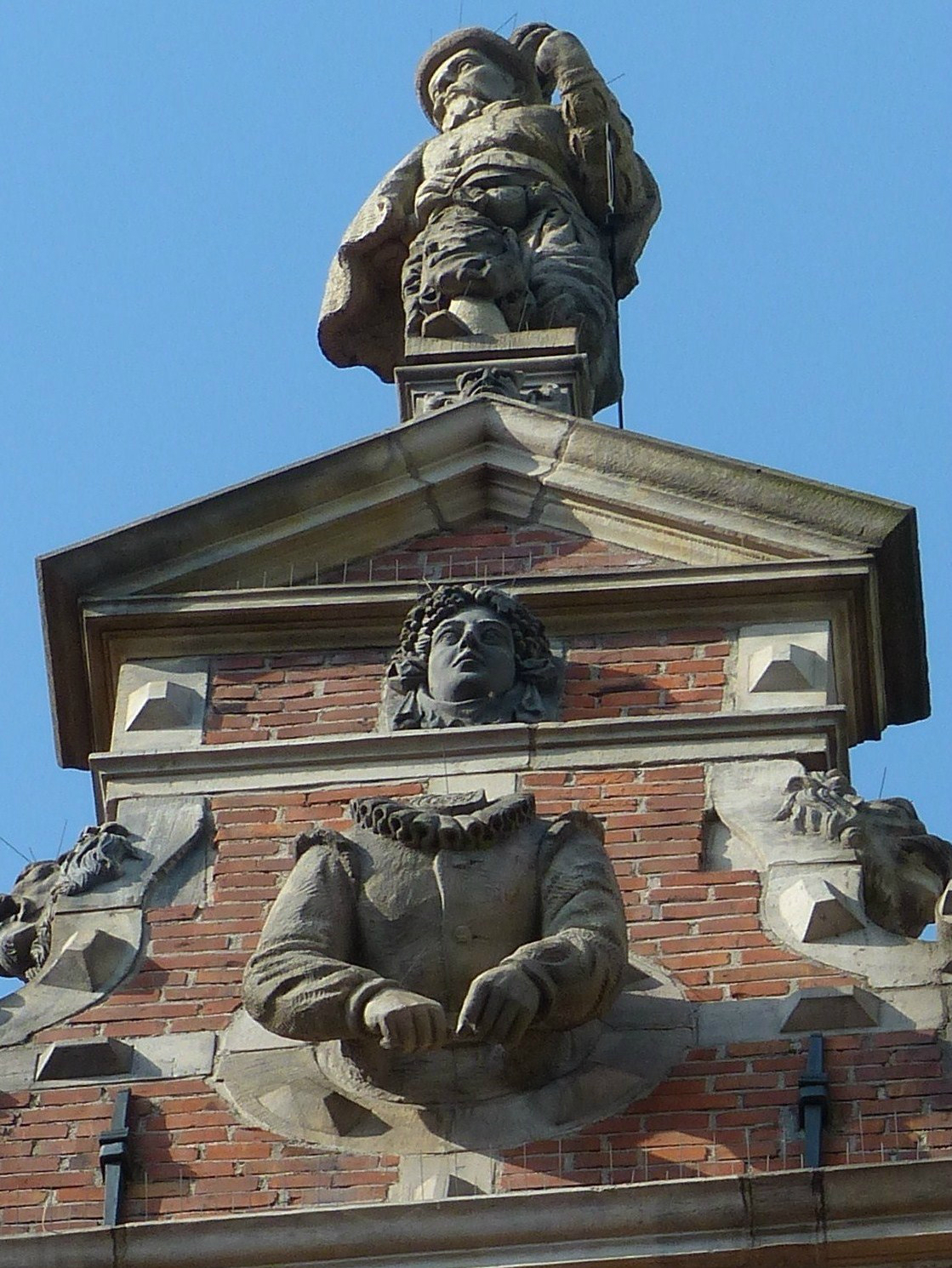
Rzeźba widziana od dołu (2015)

Rzeźba bezgłowego klucznika w Gdańsku – popiersie mężczyzny pozbawionego głowy, ubranego w bogaty mieszczański strój z dużą kryzą (kołnierzem), wystające z okrągłego otworu na ścianie Katowni w Gdańsku od strony Wieży Więziennej.

## Historia figury
W XVI wieku rozpoczęto rozbudowę gdańskich fortyfikacji, rozbierając średniowieczne budowle obronne lub przeznaczając im nowe funkcje. W ramach przebudowy Zespołu Przedbramia ulicy Długiej na miejskie więzienie, dawna Brama Przednia została częściowo rozebrana i obudowana nowymi urządzeniami obronnymi należącymi do systemu nowej Bramy Wyżynnej. W miejscu strzelistych dachów dwóch wież Bramy Przedniej niderlandzki architekt Antoni van Obberghen zaprojektował na przełomie XVI i XVII wieku budynek Katowni, który otrzymał bogaty wystrój rzeźbiarski. Jednym z elementów budynku stała się bezgłowa figura klucznika trzymającego w prawej dłoni pęk kluczy, autorstwa niderlandzkiego rzeźbiarza Willema van der Meera, znajdująca się poniżej naczółka.
Według jednej z legend wyjaśniających pojawienie się niezwykłej rzeźby, gdański rajca, którego jednym z obowiązków był nadzór nad kluczami od bram miasta, wszedł w konszachty z oblegającym miasto wrogiem i na umówiony sygnał obiecał wyrzucić klucze za miejskie mury. Gdy zdrada wyszła na jaw, rajca został ścięty na Długim Targu. Rzeźba miała być czytelną przestrogą, że każdy, kto ośmieli się pójść w ślady zdradzieckiego klucznika, zakończy swoje życie egzekucją w majestacie prawa.
Inna legenda głosi, że bezgłowa figura ma upamiętniać niesłusznie skazanego na śmierć dowódcę gdańskiej straży więziennej pochodzącego z Elbląga, w którym zakochała się Sydonia, córka gdańskiego kata Mikołaja. Mężczyzna nie odwzajemnił jej uczuć, więc uknuła perfidną intrygę: w nocy ukradła pęk z kluczami od więziennych cel i uwolniła najbardziej niebezpiecznego skazańca, wydając tym samym wyrok śmierci na dowódcę za niedopełnienie obowiązków. Ojciec Sydonii zdemaskował plan, zapewniając córkę, że nie wykona wyroku na niewinnym człowieku. Sydonia otruła własnego ojca i sama wykonała zaplanowaną na następny dzień egzekucję, ubierając katowski kaptur ojca. Nierozpoznana przez nikogo – na oczach zebranych tłumnie na Długim Targu gapiów – ścięła głowę elblążaninowi. Podstęp wyszedł na jaw i Sydonia została spalona na stosie. Niedługo potem władze Gdańska ufundowały bezgłowy pomnik na szczycie Katowni i w ten sposób uczciły pamięć niewinnie straconego dowódcy.

## Wygląd figury
Brak głowy klucznika nie jest dziełem dewastacji figury wykonanej z piaskowca ani zniszczeń powstałych w wyniku II wojny światowej, a celowym zamiarem van der Meera, który misternie odwzorował anatomiczny wygląd przeciętej szyi. Jednak pod koniec XIX wieku, podczas kapitalnego remontu zespołu Przedbramia niemieccy konserwatorzy dorobili klucznikowi głowę, ignorując fakt, że szyja nie kończyła się pęknięciem, a odwzorowaniem przeciętych tętnic, mięśni i kręgosłupa. Głowa przedstawiała oblicze mężczyzny w sile wieku z bujnym zarostem i gęstymi, zaczesanymi do tyłu włosami. Efekt nadgorliwości niemieckich konserwatorów został uwieczniony na przedwojennych fotografiach, które przetrwały do czasów współczesnych. Zespół Przedbramia, wraz ze zdobiącymi go elementami, uległ poważnym zniszczeniom pod koniec II wojny światowej.
Replika rzeźby klucznika powróciła na ścianę Katowni dopiero pod koniec lat 70. XX wieku. Polscy konserwatorzy powielili błąd Niemców, dorabiając głowę (prawdopodobnie tę odtworzoną przez XIX-wiecznych konserwatorów), która jakiś czas po odbudowie odpadła. Na początku XXI wieku zrekonstruowano wiele brakujących od 1945 elementów. Podczas oględzin rzeźby klucznika zwrócono uwagę na zakończenie szyi, podejmując decyzję, że głowa na popiersie już nie powróci. Obecnie klucznikowi brakuje pęku kluczy w prawej dłoni, ale zgodnie z relacjami świadków i fotografiami, klucznik miał swój atrybut jeszcze w listopadzie 2004.